# Acrolepidae
Acrolepidae es una familia extinta de peces actinopterigios prehistóricos. Fue descrito por Aldinger en 1937. Acrolepidae puede estar estrechamente relacionado con la era mesozoica.
Vivió en Alemania, Namibia, Rusia, Sudáfrica, Reino Unido, Zimbabue, Irlanda, Svalbard y Jan Mayen, Argentina, Francia, Estados Unidos (Oklahoma) y Canadá (Alberta).

## Géneros y especies
- Género † Acrolepis Agassiz, 1843
  - Acrolepis frequens Yankevich, 1996
  - Acrolepis gigas Frič, 1877
  - Acrolepis hamiltoni Johnston & Morton, 1890
  - Acrolepis hopkinsi M'Coy, 1848
  - Acrolepis hortonensis Dawson, 1868
  - Acrolepis? laetus Lambe, 1916 [Pteronisculus? laetus]
  - Acrolepis languescens Yankevich, 1996
  - Acrolepis ortholepis Traquair, 1884
  - Acrolepis sedgwicki Agassiz, 1843
  - Acrolepis semigranulosa Traquair, 1890
  - Acrolepis tasmanicus Johnston & Morton, 1891
  - Acrolepis wilsoni Traquair, 1888
- Género † Acropholis Aldinger, 1937
  - Acropholis stensioei Aldinger, 1937
- Género † Namaichthys Gürich, 1923
  - Namaichthys digitata (Woodward, 1890)
  - Namaichthys schroederi Gürich, 1923
- Género † Plegmolepis Aldinger, 1937
  - Plegmolepis groenlandica Aldinger, 1937
  - Plegmolepis kochi Aldinger, 1937
- Género † Reticulolepis Westoll, 1934
  - Reticulolepis exsculpta (Kurtze, 1839)